# Glas
 For alternative betydninger, se Glas (flertydig). (Se også artikler, som begynder med Glas)
Glas er et amorft materiale, som oftest overvejende består af Siliciumdioxid, der anvendes til f.eks. ruder til vinduer og drikkeglas, hvor dets evne til at lade lys passere, hårdhed, vandfasthed, tæthed og varmebestandighed udnyttes. Gennemsnitsmassefylden for glas er 2.300 kg/m3. Gennemsnitsvarmefylden for flaske- og rudeglas er 0,84 kJ/(kg*°C)

## Glastyper
Glastypen er afhængig af hvilken kvartssand der anvendes. Sand i Danmark er ikke særligt hvidt/klart pga. indholdet, der findes sandarter i Frankrig og Holland hvor man kan udvinde meget klart glas. 
Denne liste skal ses som en vejledning, da indholdet af glasset kan variere meget efter hvilket egenskaber man ønsker.
| Glastype          | SiO2  | Al2O3 | Na2O   | K2O  | MgO   | CaO    | B2O3   | PbO    | TiO2 | F    | As   | Se   | Ge   | Te   |
| ----------------- | ----- | ----- | ------ | ---- | ----- | ------ | ------ | ------ | ---- | ---- | ---- | ---- | ---- | ---- |
| Kvartsglas        | 100 % | –     | –      | –    | –     | –      | –      | –      | –    | –    | –    | –    | –    | –    |
| Kalk-Natron-glas  | 72 %  | 2 %   | 14 %   | –    | –     | 10 %   | –      | –      | –    | -    | –    | –    | –    | –    |
| Float-glas        | 72 %  | 1,5 % | 13,5 % | –    | 3,5 % | 8,5 %  | -      | –      | –    | –    | –    | –    | –    | –    |
| Blykrystalglas    | 60 %  | 8 %   | 2,5 %  | 12 % | –     | –      | –      | 17,5 % | –    | –    | –    | –    | –    | –    |
| Borsilikatglas    | 80 %  | 3 %   | 4 %    | 0,5  | –     | –      | 12,5 % | –      | –    | –    | –    | –    | –    | –    |
| E-Glas            | 54 %  | 14 %  | –      | –    | 4,5 % | 17,5 % | 10 %   | –      | –    | –    | –    | –    | –    | –    |
| Emalje            | 40 %  | 1,5 % | 9 %    | 6 %  | 1 %   | -      | 10 %   | 4 %    | 15 % | 13 % | –    | –    | –    | –    |
| Chalkogenidglas 1 | –     | –     | –      | –    | –     | –      | –      | –      | –    | –    | 12 % | 55 % | 33 % | –    |
| Chalkogenidglas 2 | –     | –     | –      | –    | –     | –      | –      | –      | –    | –    | 13 % | 32 % | 30 % | 25 % |

## Egenskaber
Glassets egenskaber varierer meget efter den kemiske sammensætning og struktur. F.eks. willowglas fra Corning (borosilikatglas) med høj fleksibilitet til billig, skrøbelig sodaglas. Der er dog nogle få fællestræk for de flest glastyper, som indholdet af kvarts og lutringsmiddel til at homogenisere smeltemassen samt flusmidler i det meste glas som potaske, salpeter, og borsyre, der er med til at nedsætte smeltetemperaturen.

## Vandrehistorie
En vandrehistorie siger, at fordi glas er væske, er dette årsagen til, at en gammel vinduesrude er tykkest forneden, fordi glasset er sunket. Sandheden er, at i gamle dage blev vinduesruder lavet af mundblæst glas som blev klippet op og rettet ud, og derfor blev det fuldt af skævheder. Og håndværkstraditionen sagde, at man skulle vende den tykke ende nedad på glasset, når man satte det i rammen, fordi det så holdt bedre. Det er de tykkeste ruder, som holder bedst, og det er derfor, vi endnu kan finde disse i gamle huse. Tænk på at man har mange glasting og glasskår fra oldtiden. Disse ville have ændret form med tiden; revner, skape kanter og ridser ville være forsvundet, hvis glasset var flydende.
Med tiden blev man bedre til at lave ensartet glas. Derfor bliver skævhederne gradvist mindre, samtidigt bliver ruderne større.
Moderne glas er såkaldt float-glas, der laves ved, at smeltet sand bliver trukket henover, et flydende tin bad, og derved gør glasset utroligt lige i både tykkelsen, samt i skævheder. Fejlkvoten på glasset er så lille, at det nærmest er perfekt.

## Recirkulering
Glas kan recirkuleres, og i Danmark opstiller kommunerne containere til indsamling af glas. Det er dog ikke alle typer glas, der er velegnet til recirkulering. Glas, som en kommune gerne vil have, er f.eks vinflasker og konservesglas, mens man frabeder sig f.eks. vinduesglas, drikkeglas og apoteksglas. Reglerne kan dog variere lidt rundt om i landet, alt afhængig af hvilket modtagested der bruges. Glas har genbrugskoden "GL".
Hele flasker kan ofte genanvendes, som de er, og derfor er mange flaskecontainere lavet, så flaskerne skånsomt glider ned uden at gå i stykker.
Skår er sværere at recirkulere, idet de skal grovsorteres i farvet og ikke-farvet glas og omsmeltes. Samtidigt er det sværere at vaske urenhederne ud af en bunke skår, end det er med en hel flaske, der kan sendes gennem en flaskevaskemaskine. Desuden kræves en masse energi til omsmeltning, hvorimod hele flasker blot skal vaskes og sorteres.
Autoglas (laminerede) typisk frontruder knuses så membranen mellem de to lag glas kan fjernes. Denne membran er ofte genanvendelig til produktion af nye membraner. Glasset kan recirkuleres i flere forskellige glasprodukter. Sideruder og bagruder er produceret af hærdet glas og har som regel ikke en laminat som man kender det fra forruder.
Pyrexglas, der oftest bruges til reagensglas og kolber er meget varmebestandigt og ender ofte som massive klumper hvis det forsøges omsmeltet med mere traditionelle glastyper. Pyrex knuses flere steder og blandes i den hvide masse der laves vejstriber af, da reflekserne fra glasset øger synligheden om natten.
Ved produktion af glasfiber er der flere steder betænkeligheder ved at benytte recirkuleringsglas, selvom det med held er afprøvet. Det skyldes primært at dyserne der laver trådene er så tynde at de meget let stopper til hvis et ikke smeltet fremmedlegeme kommer med. Krav om en renhed på 0,7% eller bedre er ikke unormalt overfor transportører der leverer glas til fiberproduktion.
I Danmark har der siden 1942 været flaskepant på mange sodavands- og ølflasker. Der er mange fordele ved indsamling og sortering af hele flasker, i stedet for omsmeltning af glas. Ved omsmeltning vil glassene ofte være i skår, og det kræver en minutiøs sortering i farver, hvor fremmedlegemer som keramik også skal sorteres fra. 
Glasmusik er musik skabt med elementer skabt af glas, hvilket frembringer en klar næsten hylende tone.